# نیروهای مسلح لیبی
نیروهای مسلح لیبی (عربی: القوات المسلحة الليبية‎) یا نیروهای مسلح عربی لیبی (عربی: القوات المسلحة العربية الليبية‎) نیروهای دولتی مسئول در دفاع نظامی لیبی، از جمله نیروهای زمینی، هوایی و دریایی است.